# Automóvil presidencial (Argentina)
El automóvil presidencial es el vehículo en el que se transporta el jefe de Estado de la República Argentina. Actualmente el presidente Javier Milei se traslada en una Toyota Sw4 color negro.

## Historia
Si bien el primer vehículo presidencial fue una carroza Delaye adquirida para el presidente Domingo Sarmiento en 1870, el primer automóvil presidencial en la Argentina fue un Renault S, adquirido para el presidente Julio Roca a fines de su segundo mandato en 1904. 
Durante la presidencia de Juan Domingo Perón adquirió varios Cadillacs y Buick Eight, principalmente de 1950. En julio de 1953, con motivo de la visita del hermano del presidente Dwight Eisenhower, Milton Eisenhower, General Motors Argentina le obsequió a Perón un Cadillac descapotable que sería utilizado en todas las ceremonias de asunción, desfiles militares del 9 de julio, y visitas protocolares hasta la asunción de Néstor Kirchner.
También fue construido especialmente por IAME para la presidencia de la Nación un Justicialista cabriolet especial, decorado con el escudo nacional en sus laterales. En 1965, Ford Motor Argentina construyó en General Pacheco un Ford Falcon cabriolet especial por encargo de Arturo Illia. 
En 1968 IKA fabrica dos Rambler Ambassador hechos a medida, uno pintado de color negro y otro de color gris, fabricados íntegramente en la planta de Santa Isabel, mientras que en 1975 se fabrican otros dos Rambler Ambassador, que fueron realizados por Heriberto Pronello, quedando afectado a la presidencia de María Estela Martínez de Perón. Ambos vehículos contaban con elementos de blindaje, y su carrocería es 30 cm más larga que el modelo original para proporcionar un mayor confort. Durante la tercera presidencia de Juan Domingo Perón se utilizó un Ford Fairlane LTD blindado. 
El presidente Raúl Alfonsín, por su parte, utilizó en su asunción un Cadillac descapotable modelo 1955 que en la actualidad se encuentra en proceso de restauración para ser ubicado definitivamente en el Museo de la Casa Rosada. Posteriormente le fue obsequiado un Lincoln Continental Mark V, y también se le obsequió un Renault 25. El auto era espacioso en la parte trasera y contaba una computadora de a bordo. La misma informaba la cantidad de combustible en el tanque y la apertura de puertas, entre otros datos.
El presidente Carlos Saúl Menem utilizó en su primer gobierno al Renault 21 y en su segundo mandato los importados franceses Renault Safrane, posteriormente el Radical Fernando de la Rúa utilizó los Peugeot 607 para movilizarse.
Por su parte, Néstor Kirchner utilizaba un Renault Laguna y Toyota Corolla. Durante los primeros años del mandato de Cristina Fernández de Kirchner el transporte oficial fue un Audi A6, mientras que en los últimos años de su mandato se transportaba en un Audi A8 L.
En diciembre de 2015 asumió Fernando de Andreis como Secretario General de la presidencia. La idea central era que el presidente se trasladara en autos blindados y de producción nacional.
La Mercedes-Benz Vito, de producción nacional, sería la elegida para respaldar la integridad del máximo mandatario, Mauricio Macri. El proceso de blindaje del modelo comercial que la compañía alemana fabrica en el Centro Industrial Juan Manuel Fangio de Virrey del Pino, debería estar disponible para septiembre.
A partir de la asunción del presidente Alberto Fernández en 2019, el auto presidencial sería el Toyota Corolla. Actualmente, desde la asunción del presidente Javier Milei, el automóvil presidencial es una Toyota Hilux SW4.

## Modelos utilizados
| Presidente                                                                                           | Modelos |
| --- | --- |
| Domingo Faustino Sarmiento Nicolás Avellaneda Miguel Juárez Celman Carlos Pellegrini Luis Sáenz Peña | Carroza de fresno tapizada en seda de marca Delaye comprada en 1870 |
| Julio Argentino Roca                                                                                 | Renault (1904) |
| Hipólito Yrigoyen                                                                                    | Carrocería Phaeton liviana y de grandes ruedas |
| Edelmiro Julián Farrell                                                                              | Limusina Packard |
| Juan Domingo Perón                                                                                   | Cadillac 75 Limousine 1951 Cadillac de Ville Cadillac El Dorado II modelo 1955 (el "Cadillac de Perón") Buick Eight 1950-8 cilindros Moto Puma 98 cc con motor Sachs de dos tiempos y dos velocidades |
| Arturo Illia                                                                                         | Kaiser Carabela Ford Falcon Cabriolet |
| Juan Carlos Onganía                                                                                  | Rambler Ambassador |
| Juan Domingo Perón                                                                                   | Ford Fairlane modelo 1972 |
| María Estela Martínez de Perón                                                                       | Rambler Ambassador Lincoln Continental |
| Raúl Alfonsín                                                                                        | Rambler Ambassador Lincoln Continental Renault 25 |
| Carlos Menem                                                                                         | Ferrari 348TB Coupé Ford Sierra Renault 21 Peugeot 505 Renault Fuego Fiat Regatta Nissan Pathfinder Moto Honda Camión Ford 400                                                                        |
| Fernando de la Rúa                                                                                   | Peugeot 406, 407 y 607 |
| Néstor Kirchner                                                                                      | Renault Laguna Toyota Corolla |
| Cristina Fernández de Kirchner                                                                       | Volkswagen Passat CC Audi A6 Audi A8L |
| Mauricio Macri                                                                                       | Volkswagen Touareg Chrysler Town & Country Kia Carnival Mercedes-Benz Vito |
| Alberto Fernández                                                                                    | Toyota Corolla Toyota Fortuner |
| Javier Milei                                                                                         | Toyota Fortuner |